# Grand Prix SAR La Princesse Lalla Meryem 2014
Il  Grand Prix SAR La Princesse Lalla Meryem 2014 è stato un torneo femminile di tennis giocato sulla terra rossa. È stata la 14ª edizione del torneo che fa parte della categoria International nell'ambito del WTA Tour 2014. Si è giocato a Marrakech in Marocco dal 21 al 27 aprile 2014.

## Partecipanti

### Teste di serie
| Giocatrice | Nazionalità         | Ranking* | Testa di serie |
| ---------- | ------------------- | -------- | -------------- |
| Slovacchia | Daniela Hantuchová  | 30       | 1              |
| Ucraina    | Elina Svitolina     | 36       | 2              |
| Austria    | Yvonne Meusburger   | 37       | 3              |
| Serbia     | Bojana Jovanovski   | 39       | 4              |
| Spagna     | Garbiñe Muguruza    | 41       | 5              |
| Cina       | Peng Shuai          | 44       | 6              |
| Cina       | Zhang Shuai         | 45       | 7              |
| Italia     | Francesca Schiavone | 47       | 8              |

* Ranking al 14 aprile 2014.

### Altre partecipanti
Le seguenti giocatrici hanno ricevuto una Wild card:
- Rita Atik
- Daniela Hantuchová
- Ons Jabeur

Le seguenti giocatrici sono passate dalle qualificazioni:

- Lara Arruabarrena
- Beatriz García Vidagany
- Renata Voráčová
- Maryna Zanevs'ka

La seguente giocatrice è entrata in tabellone come lucky loser:
- Anastasia Grymalska

## Campionesse

### Singolare
María Teresa Torró Flor ha sconfitto in finale  Romina Oprandi per 6-3, 3-6, 6-3.
- È il primo titolo in carriera per la Torró Flor.

### Doppio
Garbiñe Muguruza /  Romina Oprandi hanno sconfitto in finale  Katarzyna Piter /  Maryna Zanevs'ka per 4-6, 6-2, [11-9].